# Atahualpa González
Atahualpa Gabriel González Lanz (San José, 4 de mayo de 1978) es un exfutbolista costarricense nacionalizado venezolano. Jugó como defensa.

## Clubes
| Club                  | País      | Año       |
| --------------------- | --------- | --------- |
| Mineros de Guayana    | Venezuela | 1998-1999 |
| Estudiantes de Mérida | Venezuela | 2003-2004 |
| Mineros de Guayana    | Venezuela | 2004-2006 |
| Club Iberoamericana   | Bolivia   | 2007      |
| Guaros FC             | Venezuela | 2007      |
| Mineros de Guayana    | Venezuela | 2007-2008 |
| Zulia FC              | Venezuela | 2008-2010 |
| Carabobo FC           | Venezuela | 2009-2013 |
| Zulia FC              | Venezuela | 2013-2014 |
| Mineros de Guayana    | Venezuela | 2014      |
| Estudiantes de Mérida | Venezuela | 2015-2016 |